# Al-Dhahabi
Muhammad ibn Ahmad ibn ʿUthmān ibn Qaymaz ibn ʿAbd Allāh, Shams al-Dīn Abū ʿAbd Allāh al-Turkmānī al-Diyārbakrī al-Fāriqī al-Dimashqī al-Dhahabī al-Shafiʿī, (in arabo محمد بن احمد بن عثمان بن قيوم ، أبو عبد الله شمس الدين الذهبي‎?), noto più semplicemente come al-Dhahabī (Damasco, 1274 – 1348), è stato uno storico siriano, fu uno studioso sunnita sciafeita di ḥadīth (Muhaddith) e storiografo del primo Islam.

## Biografia
Al-Dhahabī nacque nel 1274 a Damasco, dove la sua famiglia viveva fin dal tempo del nonno ʿUthmān. Talvolta egli stesso si presenta come Ibn al-Dhahabī (lett. "Figlio dell'orefice"), facendo riferimento all'attività del padre. Cominciò i suoi studi di ḥadīth a 18 anni ed effettuò per questo viaggi da Damasco a Baalbek, Homs, Hama, Aleppo, Nablus, Cairo, Alessandria d'Egitto, Gerusalemme, Hijaz e altrove, dopo i quali tornò a Damasco, in cui redasse numerose opere e si guadagnò vasta notorietà come critico intelligente ed esperto di ḥadīth, storia enciclopedica e biografo, oltre ad essere considerato un'autorità nel campo delle letture canoniche (qiraʾāt ) del Corano.
Perse la vista due anni prima della morte e lasciò tre figli, la cui primogenita fu Amat al-ʿAzīz e due figli, ʿAbd Allāh e Abū Hurayra ʿAbd al-Rahmān, l'ultimo dei quali fu maestro degli esperti di ḥadīth, Ibn Nāṣir al-Dīn al-Dimashqī e Ibn Hajar, cui trasmise numerosi lavori del padre.

## Maestri
Tra i più importanti maestri di ḥadīth, fiqh e ʿaqīda di al-Dhahabī figurano:
- Taqī al-Dīn Aḥmad ibn Taymiyya
- Ibn al-Ẓāhirī, Aḥmad ibn Muḥammad ibn ʿAbd Allāh al-Ḥalabī
- Sharaf al-Dīn al-Dimyāṭī, ʿAbd al-Muʾmin ibn Khalaf, la più apprezzata autorità egiziana sui ḥadīth del tempo
- Shaykh al-Islām Ibn Daqīq al-ʿĪd
- Jamāl al-Dīn Abū al-Maʿālī Muḥammad ibn ʿAlī al-Anṣārī al-Zamalkānī al-Dimashqī al-Shāfiʿī (m. 727), che egli chiamò "Qāḍī al-Qudāt".
- Al-Abarquhī, Aḥmad ibn Isḥāq ibn Muḥammad al-Miṣrī (m. 701), da cui al-Dhahabī fu istruito alla dottrina sufi di Suhrawardī.[4]

## Opere
Fu autore di quasi un centinaio di opere, alcune delle quali di mole considerevole:
- in arabo تاريخ الإسلام‎?, Taʾrīkh al-Islām al-kabīr "La grande storia dell'Islam"
- in arabo سير أعلام النبلاء‎?, Siyar aʿlām al-nubalāʾ "Le vite dei personaggi di spicco", 23 voll.
- Tadhhīb tahdhīb al-Kamāl, un compendio di biografie storiche di trasmettitori di tradizioni storico-giuridiche, ricordata come una delle sei principali opere di ḥadīth.
  - Al-Kashif fī maʿrifa man lahu riwāya fī l-Kutub al-Sitta, sintesi del soprastante Tadhhīb.
    - Al-Mujarrad fī asmāʾ rijāl al-Kutub al-Sitta, sintesi del Kashif.
- Mukhtasar kitāb al-wahm wa al-iham li-Ibn al-Qattān.
- Mukhtaṣar Sunan al-Bayhaqī, sintesi delle Sunan al-Kubarāʾ di Bayhaqī.
- Mukhtaṣar al-Mustadrak li-l-Ḥākim, sintesi del libro al-Mustadrak ʿalā al-Ṣaḥīḥayn di al-Ḥākim al-Nīshābūrī.
- al-Amṣār dhawāt al-āthār (Le città con tracce archeologiche), che inizia con una descrizione di Medina.
- al-Tajrīd fī asmāʾ al-Ṣaḥāba, un dizionario sui Compagni del Profeta Muhammad.
- in arabo تذكرة الحفاظ‎?, Tadhkirat al-ḥuffāẓ (Ricordo di chi sapeva a memoria il Corano).
- al-Muʿīn fī ṭabaqāt al-muḥaddithīn, compendio di studiosi di ḥadīth.
- Ṭabaqāt al-Qurrāʾ (Le generazioni di esperti coranici).
- Duwal al-Islām (Gli Stati dell'Islam), storia condensata di personaggi ed eventi di rilievo.
- al-Kabāʾir (Avvenimenti di spicco)
- Manāqib al-Imām Abū Hanīfa wa sāḥibayhi Abū Yūsuf wa Muḥammad Ibn al-Ḥasan (Le virtù dell'Imam Abū Hanīfa e dei suoi due discepoli, Abū Yūsuf [al-Shaybānī], e Muḥammad b. al-Ḥasan).